# Darlene Cates
Darlene Cates, właśc. Rita Darlene Guthrie-Cates (ur. 13 grudnia 1947 w Borger w stanie Teksas; zm. 26 marca 2017 w Forney w stanie Teksas) – amerykańska aktorka.
Od najmłodszych lat zmagała się z nadwagą. W 1981, ważąc 185 kg, przeszła zabieg z zakresu gastrektomii, dzięki czemu straciła 45 kg. W kolejnych latach znów przybrała na wadze, dochodząc do blisko 250 kg. Dzięki udziałowi w telewizyjnym programie
Sally Jesse Raphael o otyłości została wypatrzona przez Petera Hedgesa, pisarza i scenarzystę, który obsadził ją w chorobliwie otyłej Bonnie Grape, matki tytułowego bohatera komediodramatu Lassego Hallströma Co gryzie Gilberta Grape’a (1993). W 2012, w związku z kolejnymi problemami zdrowotnymi, zdecydowała się na terapię odchudzającą, w której wyniku schudła ponad 100 kg.
Z mężem Robertem Catesem miała troje dzieci; córkę Sheri Ann (ur. 1966) oraz synów Marka (ur. 1967) i Chrisa (ur. 1971).
Zmarła we śnie 26 marca 2017 w wieku 69 lat. Po jej śmierci hołd aktorce oddał Leonardo DiCaprio, który napisał na Facebooku: „Darlene była najlepszą filmową mamą, z jaką kiedykolwiek w życiu zdarzyło mi się pracować. Jej ciepła osobowość i niewiarygodny talent będą trwać w pamięci tych, którzy ją znali i tych, którzy kochali jej pracę. Moje myśli i modlitwy są z jej rodziną w tym trudnym czasie”.

## Filmografia
- Co gryzie Gilberta Grape’a (1993) jako Bonnie Grape; matka Gilberta, Arnie'go, Amy i Ellen
- Gdzie diabeł mówi dobranoc (1992-96; serial TV) jako Sophie Wallace (gościnnie, 1994)
- Dotyk anioła (1994-2003; serial TV) jako Claudia Bell (gościnnie, 1996)
- Krwawy księżyc (2001) jako Athena
- Matka (2014) jako matka
- Billboard (2017) jako Penny